# Chiesa di San Luca (Teramo)
La chiesa di San Luca è un luogo di culto cattolico che sorge nel centro storico di Teramo, in Abruzzo, a Largo Melatini, strada che collega corso Cerulli con porta Melatina, antico varco d'ingresso cittadino, risalente al XIV secolo. La stessa strada ospita altre fabbriche di epoca medievale quali la Casa dei Melatino e la chiesa di Sant'Antonio, entrambe di origine duecentesca.
L'edificio religioso, dedicato a san Luca, evangelista e patrono dei pittori, come la chiesa di Santa Caterina, ha modeste dimensioni ed insiste nella vicina area della zona archeologica di piazza Sant' Anna dove c'è l'Antica cattedrale di Santa Maria Aprutiensis.

## Storia
Il luogo di culto, costruito verso la fine del XIV secolo, è appartenuto per un lungo periodo alla locale famiglia Cameli che lo ricevette in juspatronato, diritto cui rinunciò nel secolo scorso.
La chiesa è stata oggetto di recenti opere di restauro e conservazione, finanziate dalla parrocchia di Sant'Antonio presieduta dal parroco don Paolo Di Mattia, che le hanno restituito la freschezza dei tratti della sua originaria armonia.

## L'esterno
L'edificio religioso, per due lati attaccato alle fabbriche confinanti, conserva ancora oggi le sue antiche caratteristiche architettoniche e la muratura che, come quella della chiesa di Santa Caterina, è costituita da pietre non lavorate e frammenti di laterizi, allineati con buona cura.  La facciata è aperta dal piccolo portale realizzato con grossi conci di pietra squadrata e termina con un architrave piano poggiante sui due mensole arcuate.
Nella porzione di muro che sovrasta il soprassoglio vi è una lastra di pietra rettangolare che riporta la data 1380 e la figura scalpellata di un bue alato, simbolo dell'evangelista san Luca. Alla base della lapide si legge la scritta in caratteri gotici preceduta dal simbolo della croce: «AN. D. M.CCC.LXXX», letta come: «AN(no) D(omini) 1380» ossia «Nell'anno del Signore 1380». Tra l'architrave e la lapide si trova un piccolo frammento a rilievo che riporta la figura di un uccello che stringe col becco un ramo, decorato da bacche e foglie, e reca la lacunosa scritta: D(.) I (...) X.
Il fianco longitudinale destro è aperto da due finestre rettangolari.

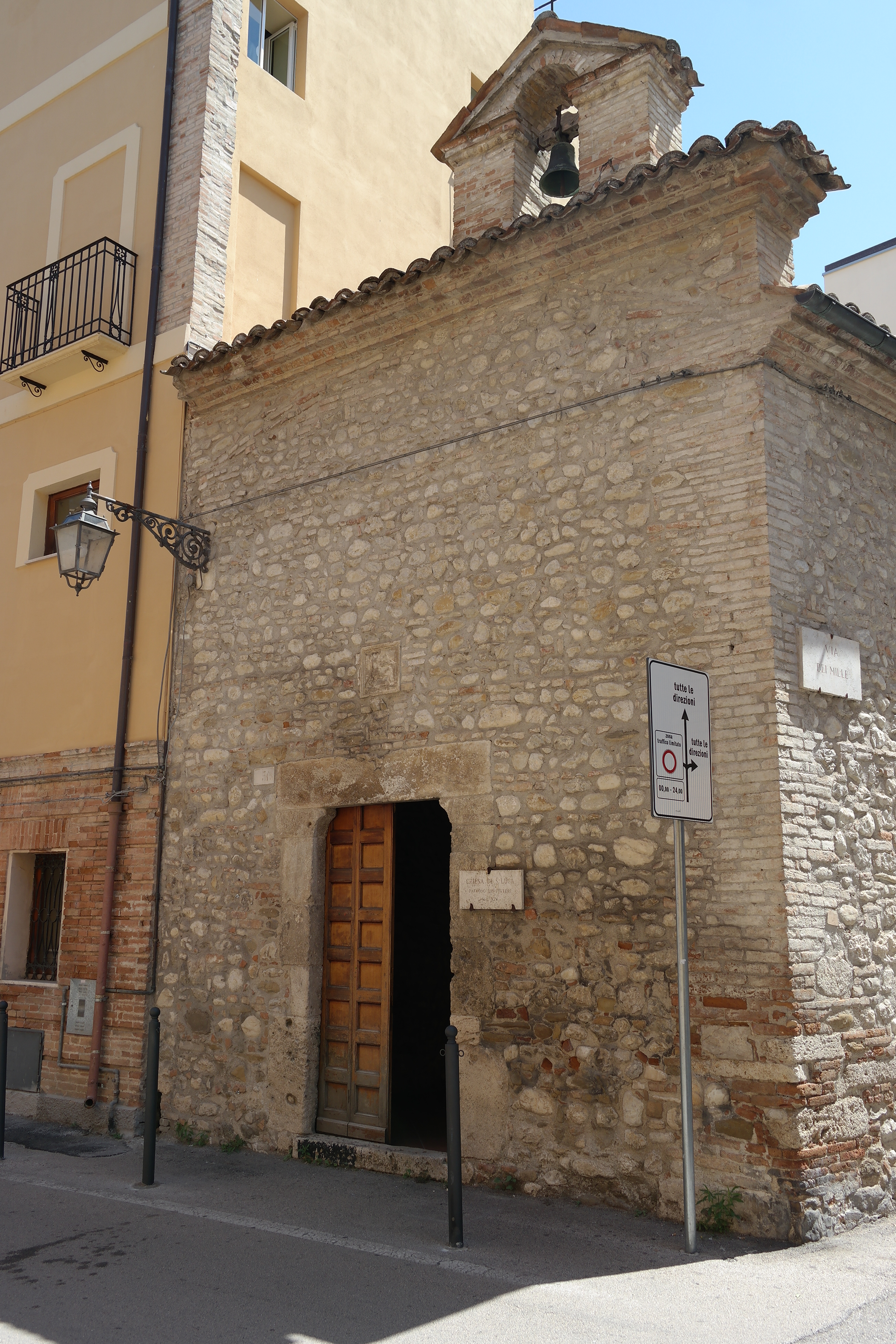
la facciata
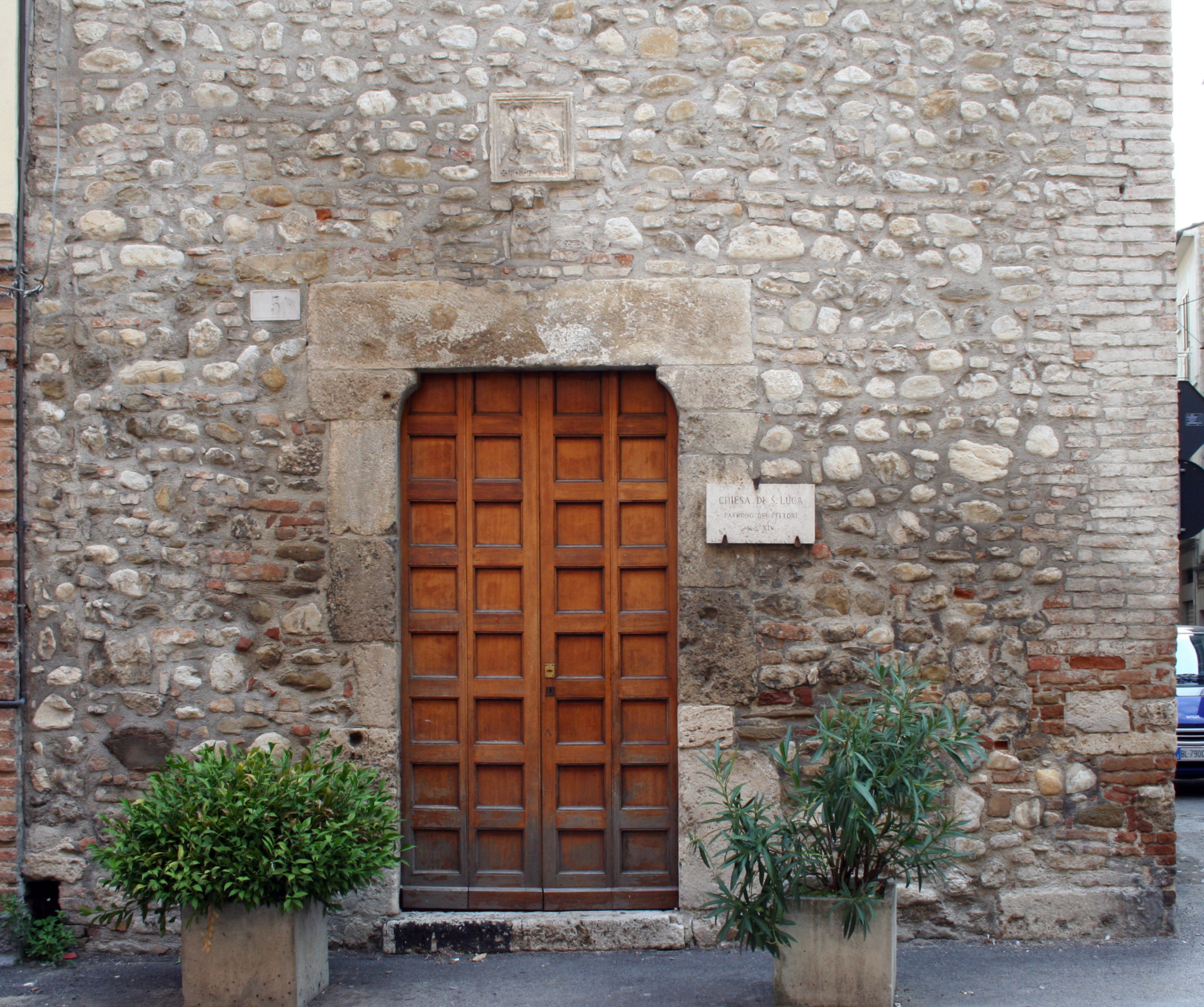
il portale
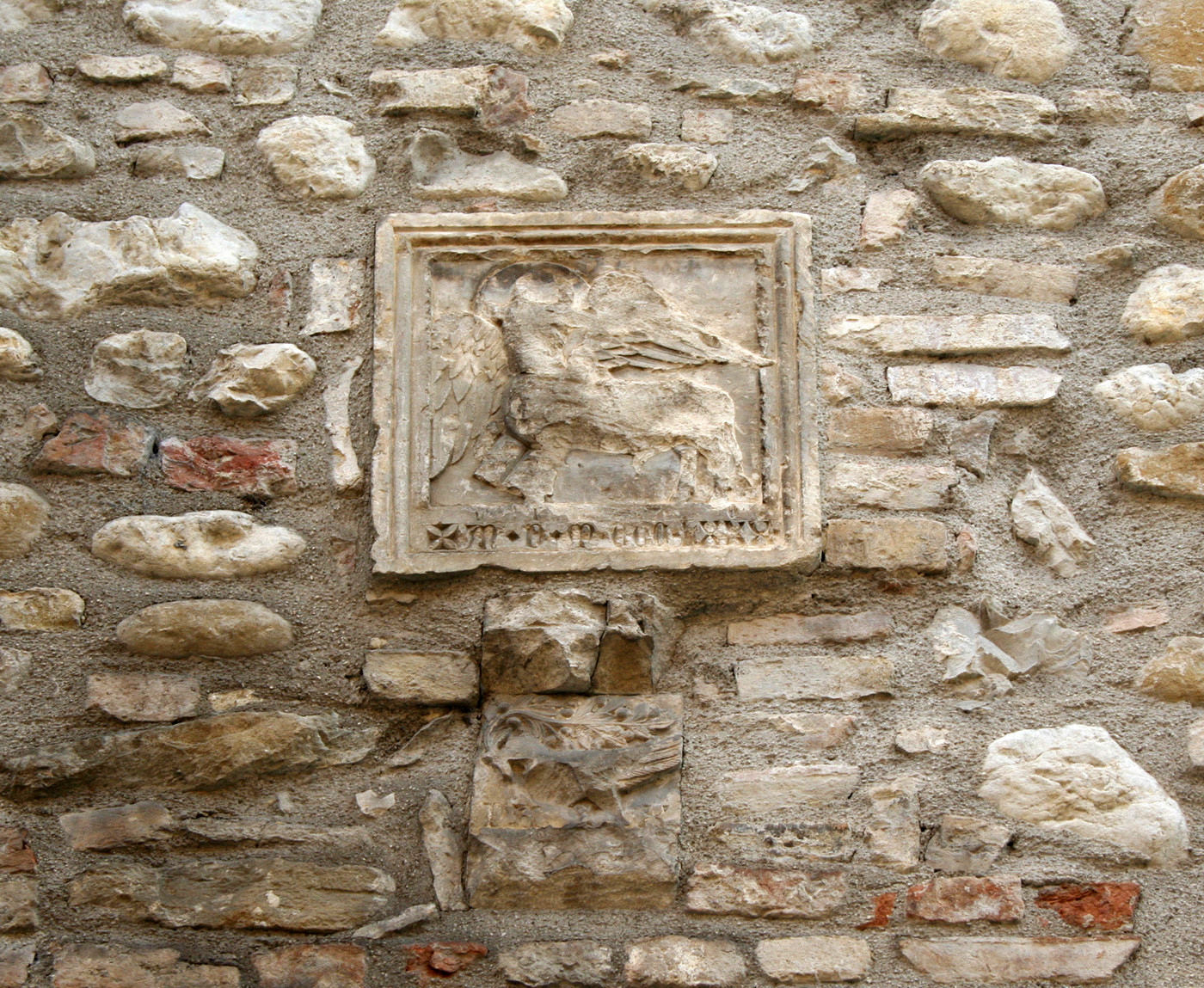
la lapide datata 1380 ed il frammento immurati al di sopra del portale
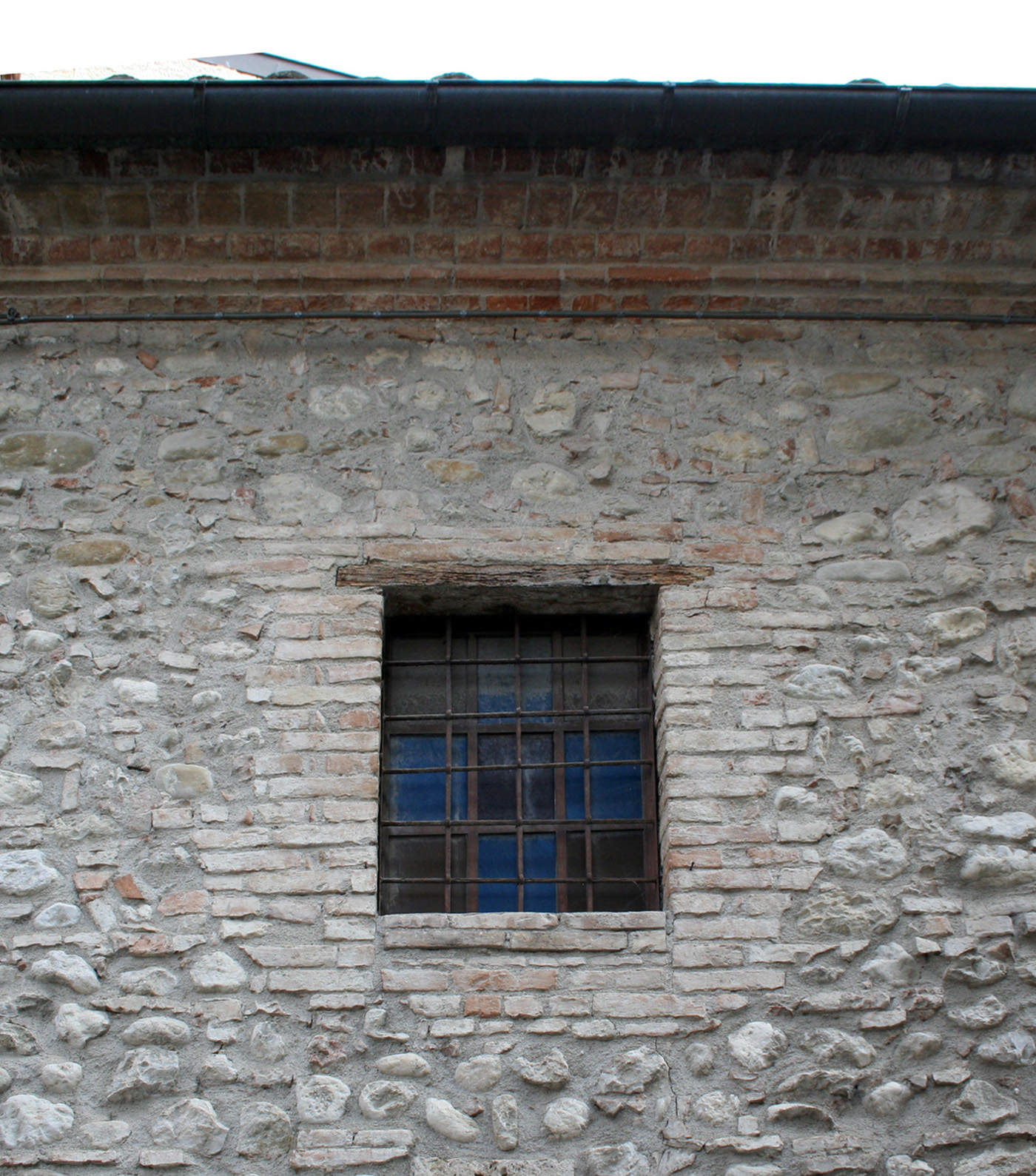
una finestra del fianco longitudinale

## L'interno
Il modesto spazio interno della chiesa è costituito da un'unica aula, a pianta rettangolare, racchiusa tra le mura di pietre a vista e coperta da un soffitto a capriate.
Vicino alla parete di destra, subito dopo l'ingresso, si trova l'acquasantiera barocca sostenuta dal rocchio di una colonna liscia. La vasca polilobata ha nel centro dell'incavo una rosa a due giri di petali.
L'altare, in legno dipinto e decorato, fronteggia l'ingresso. Il manufatto risale al 1700 ed accoglie al centro, tra le 2 colonne scanalate, una tela del 1800. L'opera pittorica illustra san Luca intento a ritrarre l'apparizione della Madonna col Bambino.
Lungo la parete longitudinale destra vi è un'altra tela, più antica, con raffigurato lo stesso tema. La Madonna ed il Bambino appaiono circondati da angeli nel cielo di un'aurora che illumina il sottostante paesaggio.

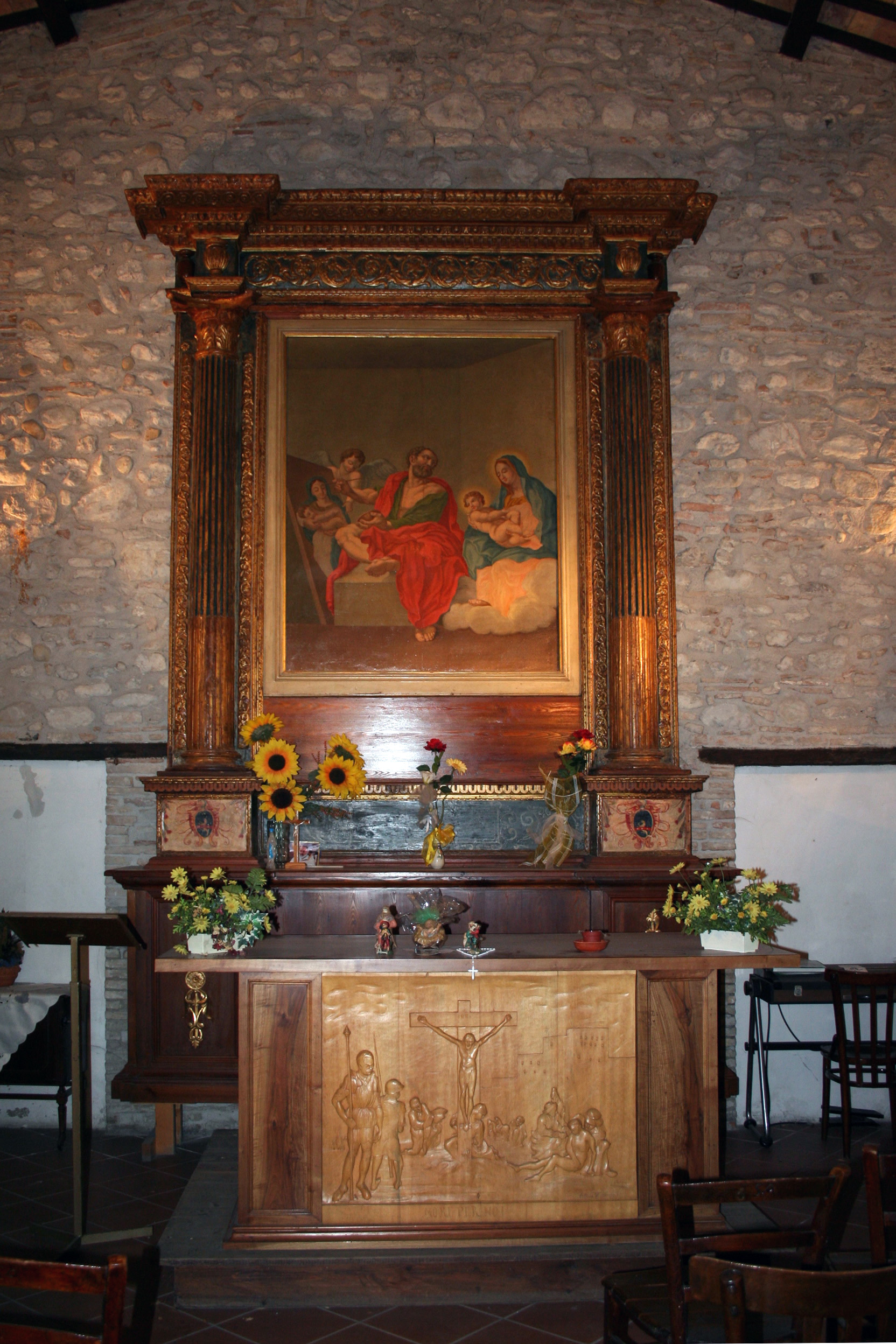
l'altare
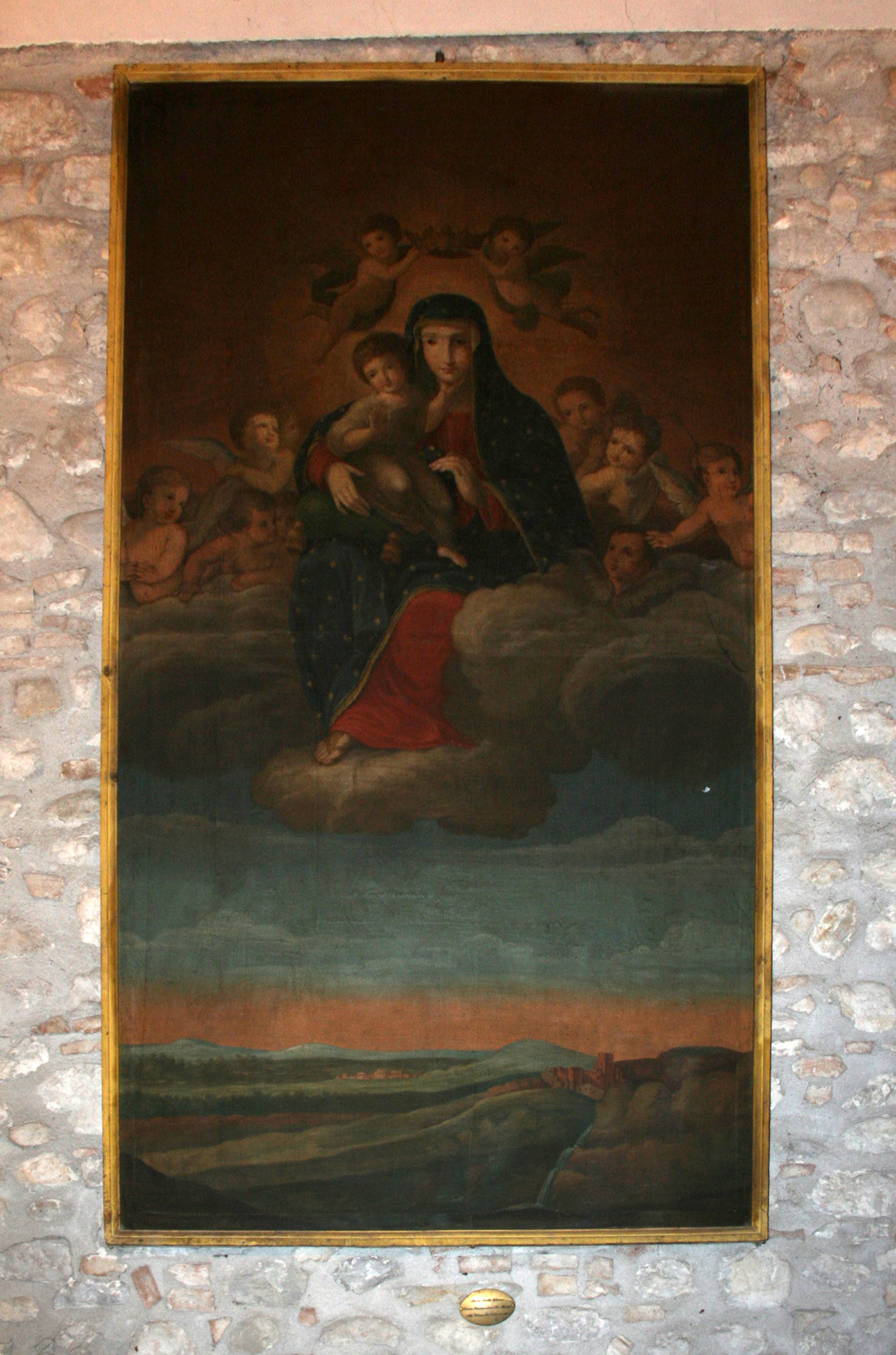
il dipinto su tela dell'Apparizione della Madonna col Bambino
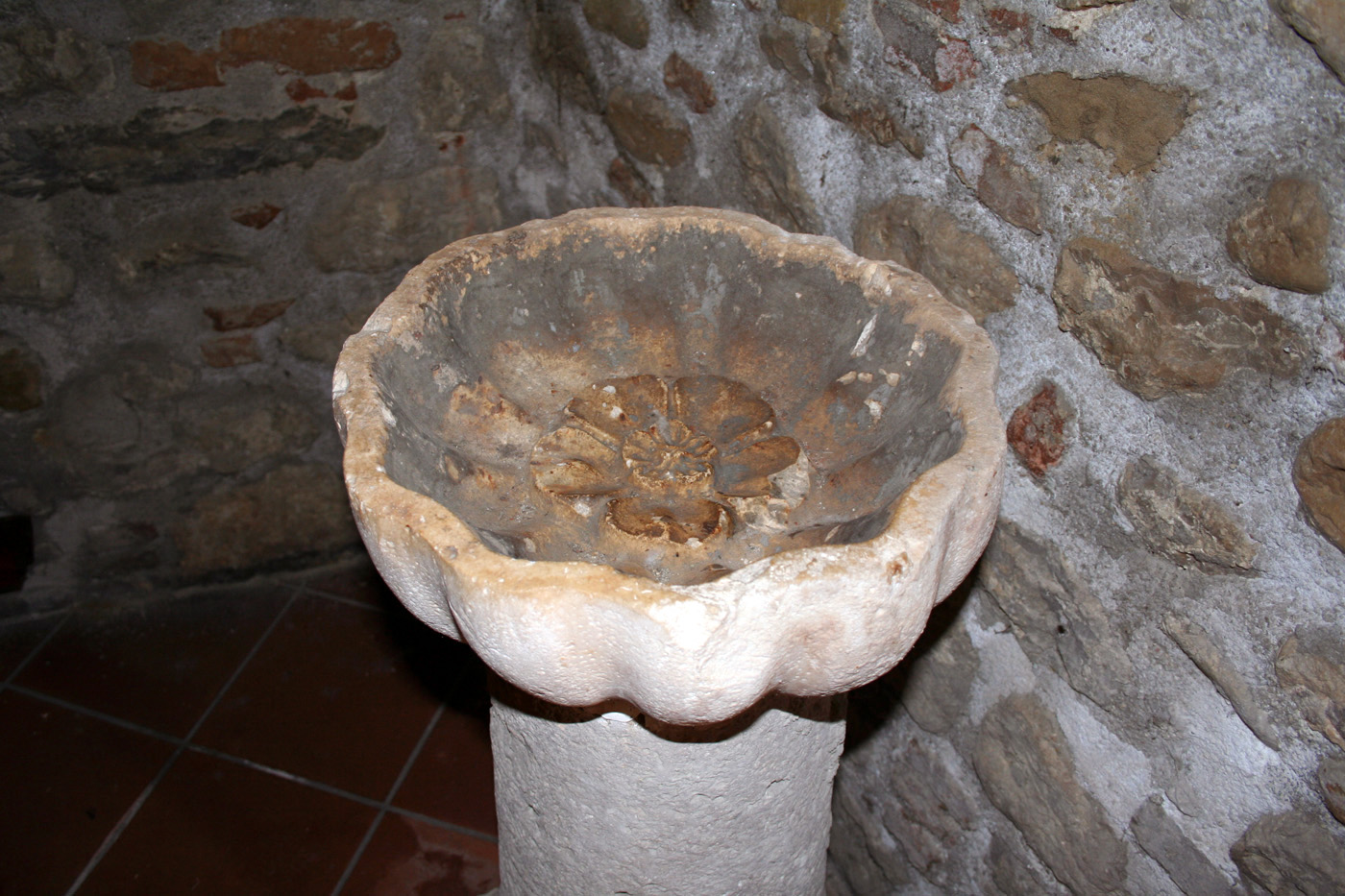
l'acquasantiera barocca
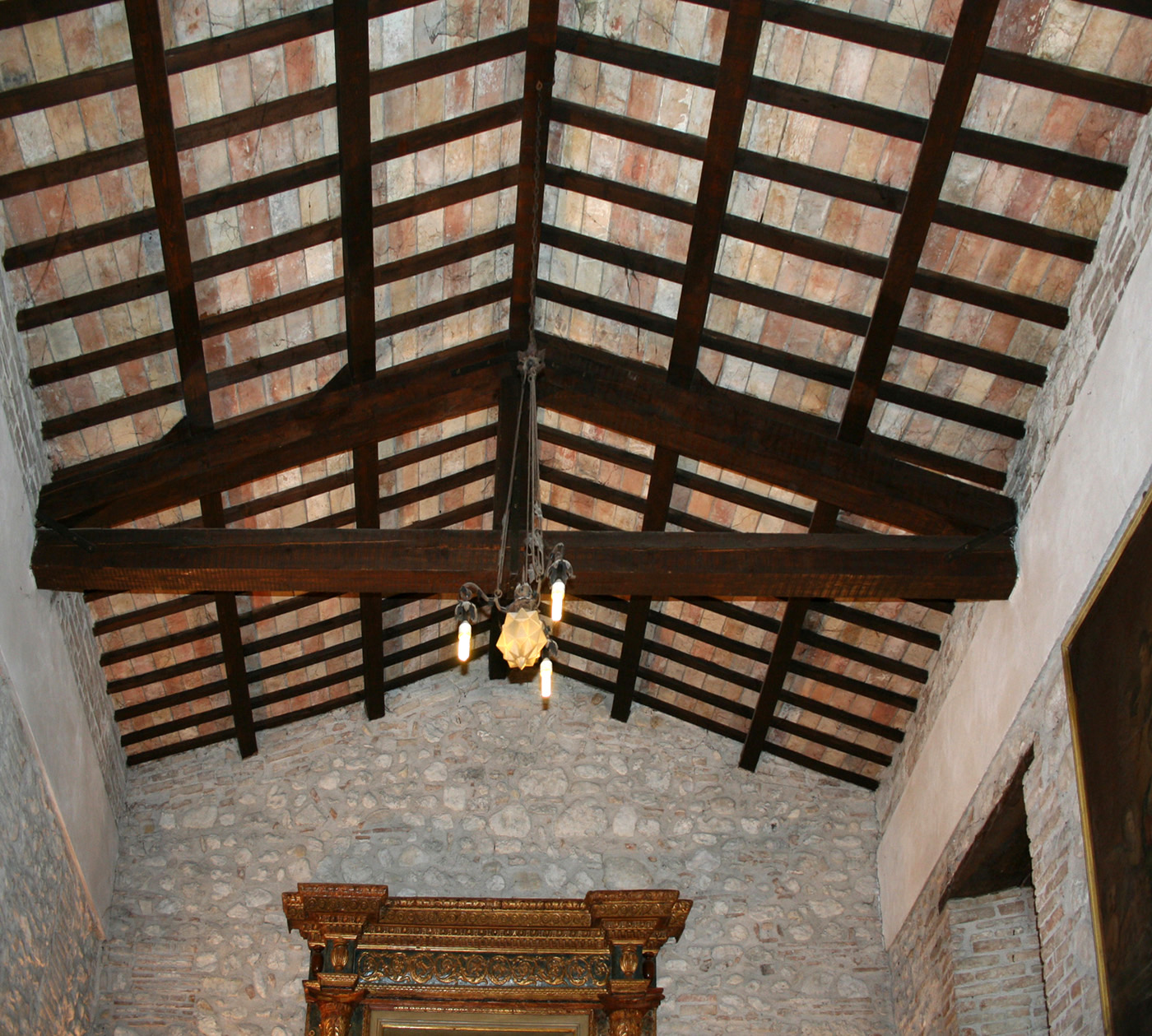
le capriate del soffitto